# Poozeum
Poozeum là một viện bảo tàng ở thành phố Williams, bang Arizona, Hoa Kỳ. Viện bảo tàng này chuyên trưng bày phân hóa thạch. Poozeum được thành lập vào năm 2014 như một trang web và trung tâm lưu trữ bởi George Frandsen, người sở hữu bộ sưu tập phân hóa thạch lớn nhất thế giới. Những mẫu vật trong bộ sưu tập của Frandsen từng được trưng bày như một triển lãm lưu động trước khi Poozeum được mở vào năm 2024.
Poozeum chứa 8.000 phân hóa thạch, bao gồm cả Barnum, phân hóa thạch lớn nhất của một loài ăn thịt được phát hiện, mẫu vật này có khối lượng 9,28 kg (20,5 lb) và được cho là của Khủng long bạo chúa.

## Lịch sử

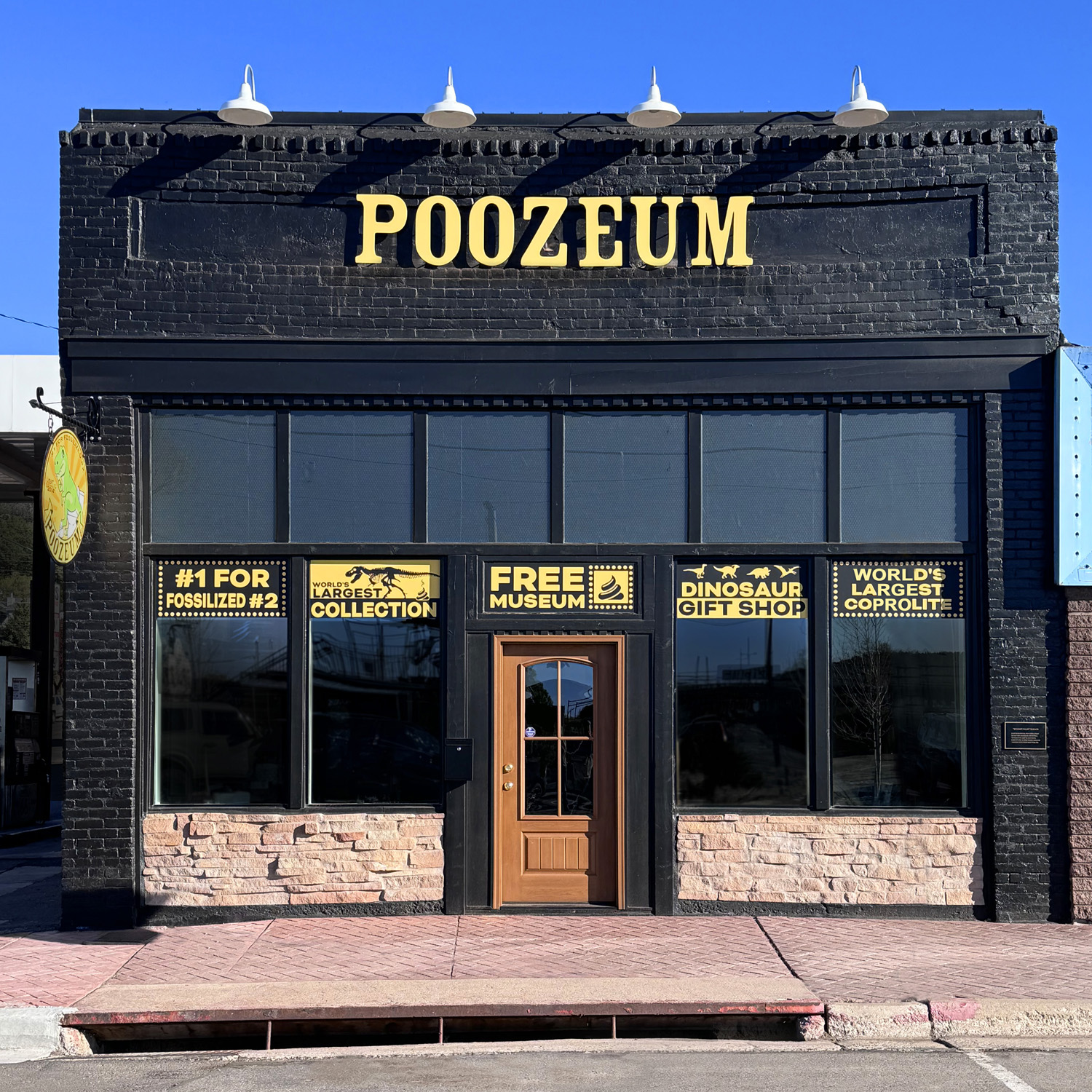
Phần mặt tiền của bảo tàng Poozeum

Người sáng lập ra Poozeum là George Frandsen. Ông bắt đầu thu thập phân hóa thạch từ lúc 18 tuổi, mua được mẫu vật phân hóa thạch đầu tiên từ một cửa hàng bán đá và hóa thạch tại Moab, Utah.  George Frandsen mở rộng bộ sưu tập qua nhiều năm và đến năm 2016 thì bộ sưu tập đã có 1277 mẫu vật và được công nhận là bộ sưu tập phân hóa thạch lớn nhất thế giới, nhận được một kỷ lục Guinness. Đến năm 2021, bộ sưu tập đã có đến 5000 phân hóa thạch. Để phân biệt phân hóa thạch với đá, Frandsen kiểm tra hình dạng, kích thước, kết cấu bề mặt, thành phần và vị trí tìm thấy của nó.
Frandsen mong muốn thành lập Poozeum là do sự khan hiếm của việc trưng bày phân hóa thạch trong các bảo tàng. Poozeum được thành lập như một phòng trưng bày trực tuyến vào năm 2014. Năm 2024, Frandsen nghỉ việc ở công ty, bán nhà và chuyển đến Arizona để mở bảo tàng cho bộ sưu tập của ông. Poozeum được mở tại Williams, Arizona, dọc theo Tuyến đường US 66 vào ngày 18 tháng 5 năm 2024.

## Bộ sưu tập phân hóa thạch
Viện bảo tàng Poozeum lưu giữ bộ sưu tập của Frandsen, và vào năm 2024 thì đã lên tới 8.000 cục phân hóa thạch. Các cục phân hóa thạch bao gồm những mẫu vật có niên đại từ 10.000 năm trước đến 400 triệu năm trước. Phân hóa thạch có kích thước dao động từ những mẫu vật nhỏ như viên sỏi cho đến những mẫu vật khổng lồ khối lượng hơn 9 kg (20 lb). Bộ sưu tập bao gồm phân hóa thạch của cá sấu cùng với phân hóa thạch của khủng long.
Bảo tàng cũng lưu trữ một bản sao của phân hóa thạch từ loài Titanosauria, có chiều dài 4 ft (1,2 m). Ngoài bộ sưu tập phân hóa thạch, bảo tàng còn có bức tượng bằng đồng có hình của một con khủng long bạo chúa đang ngồi xổm trên bồn cầu. Bức tượng có tên The Stinker nhằm gợi nhớ đến tác phẩm Người suy tư của Auguste Rodin. 

### Barnum, phân động vật ăn thịt lớn nhất

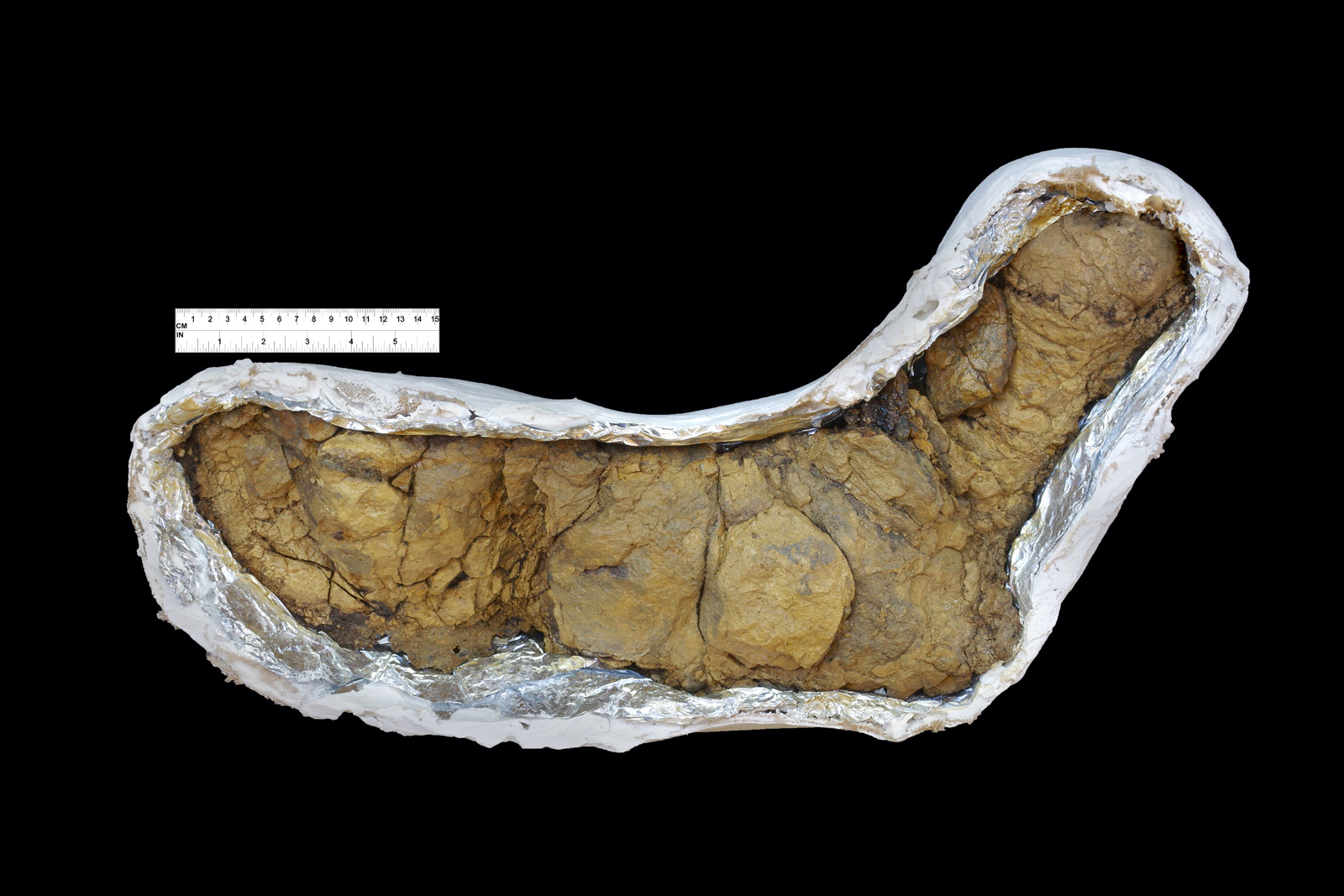
Barnum, được cho là có nguồn gốc từ khủng long bạo chúa, là mẫu vật phân hóa thạch lớn nhất có nguồn gốc từ động vật ăn thịt

Barnum là cục phân hóa thạch lớn nhất có nguồn gốc từ động vật ăn thịt. Mẫu vật này có niên đại từ kỷ Phấn Trắng muộn, một số người cho rằng nó có nguồn gốc từ một con khủng long bạo chúa . Mẫu vật được phát hiện ở thành hệ Hell Creek tại một nông trại gần Buffalo, South Dakota và được đặt tên là Barnum theo nhà cổ sinh vật học Barnum Brown cùng ông bầu người Mỹ P. T. Barnum. Phân hóa thạch này dài 67,5 cm (26,6 in), rộng 15,7 cm (6,2 in) và nặng 9,28 kg (20,5 lb). Thông qua kĩ thuật phân tích huỳnh quang tia X (XRF), đã phát hiện được một lượng đáng kể calci và phosphor. Xương bị nghiền nát cũng được phát hiện trong mẫu vật này. Barnum nắm giữ kỷ lục Guinness là “phân hóa thạch lớn nhất thế giới từ động vật ăn thịt”.

## Hình ảnh
Phân hóa thạch trong bảo tàng Poozeum
- The Kraken là một cục phân hóa thạch có khối lượng 1.056 kg (2.328 lb)
- Precious là một cục phân hóa thạch có chiều dài 254 mm (10,0 in) và khối lượng 1,92 kg (4,2 lb)
- Một cục phân hóa thạch chứa một chiếc xương ngón chân hoàn chỉnh của Leptomeryx (một loài nhai lại giống huơu)
- Một cục phân hóa thạch có vết cắn dễ nhận biết